# Chi Sam
Chi Sam (danh pháp khoa học: Tachypleus là một chi trong họ Sam (Limulidae). Hiện nay người ta công nhận hai loài sam trong chi này, với khu vực sinh sống là khu vực ven biển của các quốc gia châu Á thuộc tây Thái Bình Dương và Ấn Độ Dương như Trung Quốc, Nhật Bản, vùng Đông Nam Á, Ấn Độ v.v.

## Các loài
- Tachypleus gigas - Sam lớn
- Tachypleus tridentatus - Sam đuôi tam giác

Danh pháp thứ ba T. hoeveni (Pocock) bị nghi ngờ về tính hợp lệ, mặc dù có một số tài liệu cho rằng loài này sinh sống ven quần đảo Maluku (Moluccas), Indonesia.

## Hình ảnh

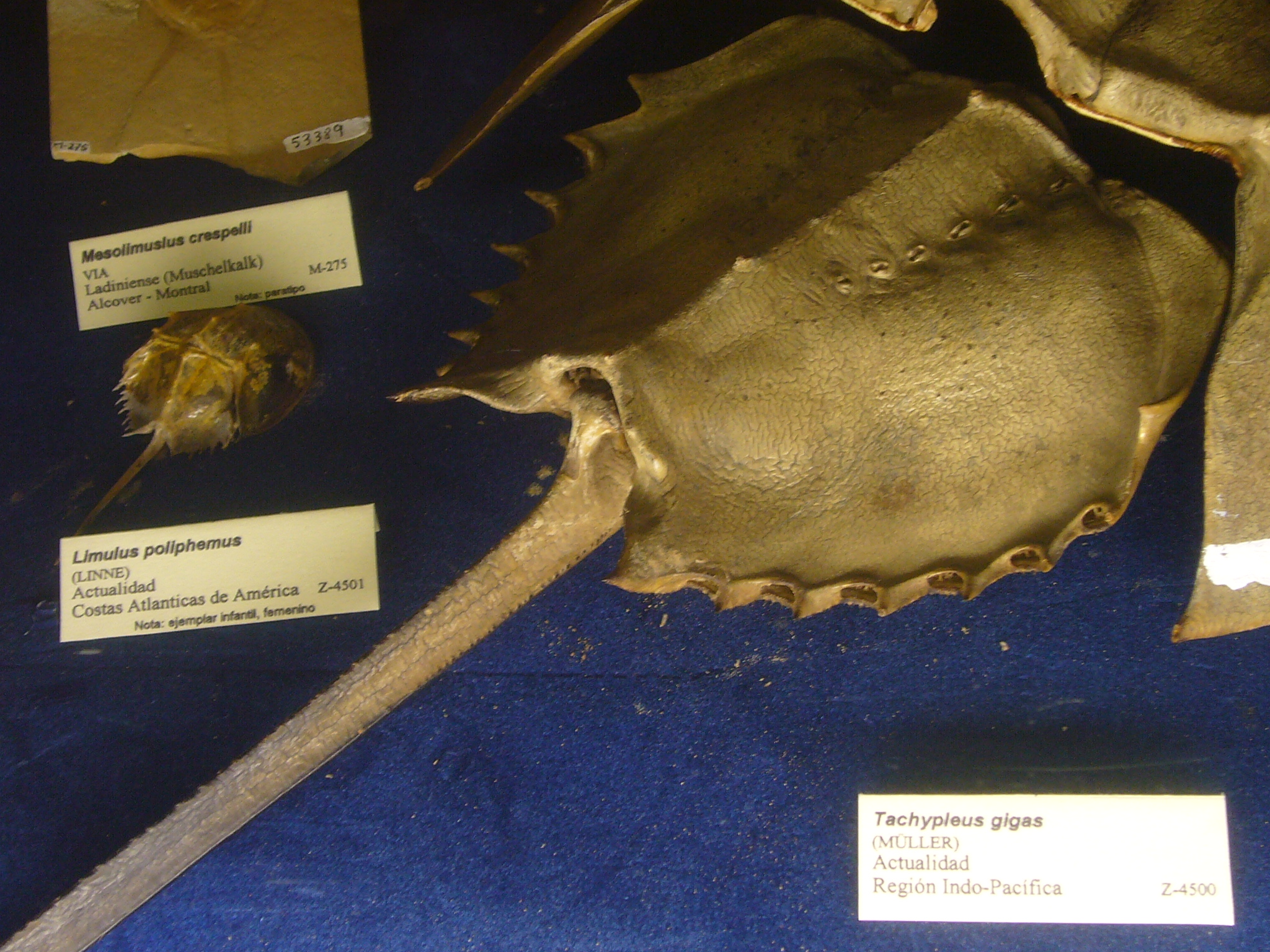
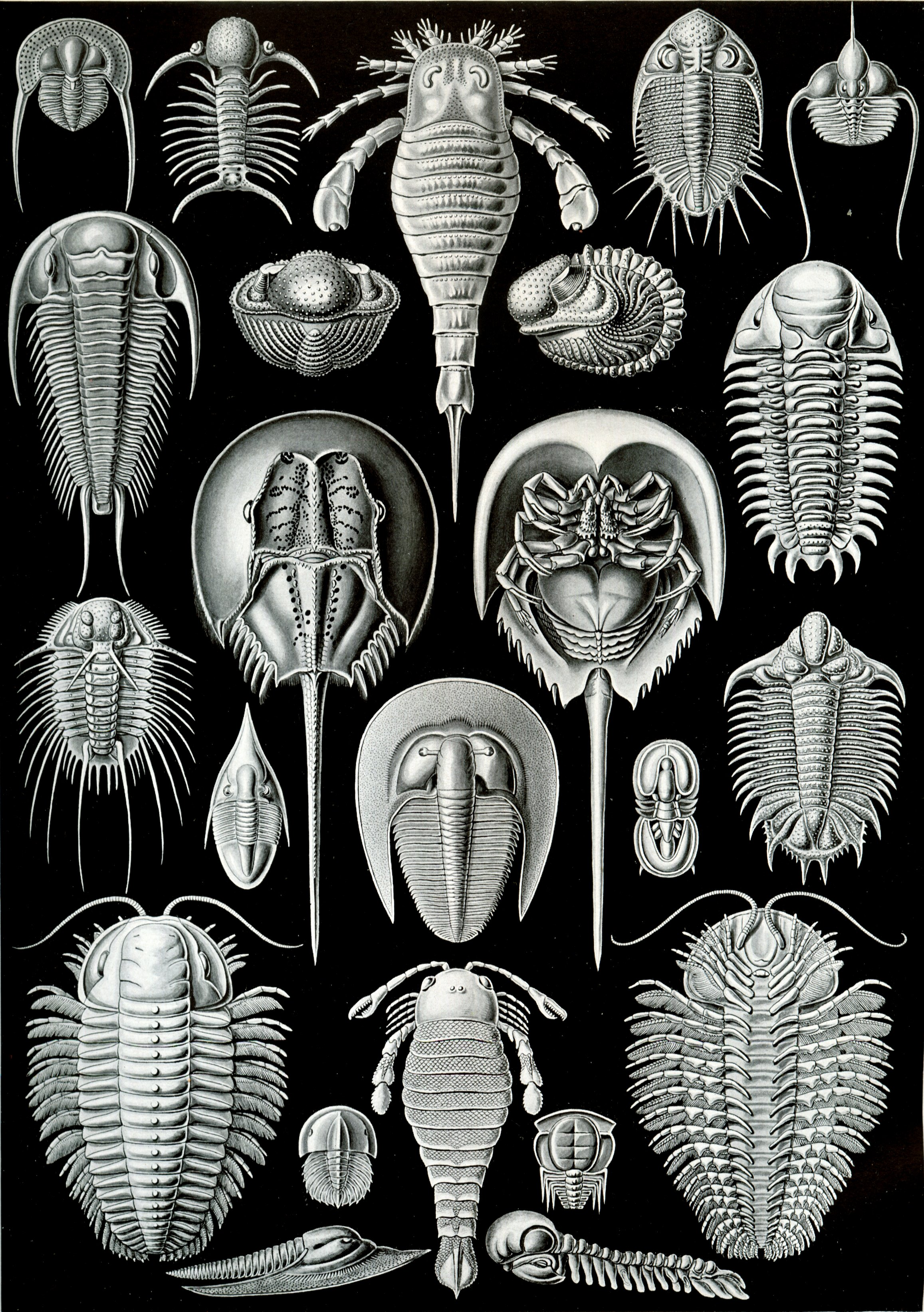
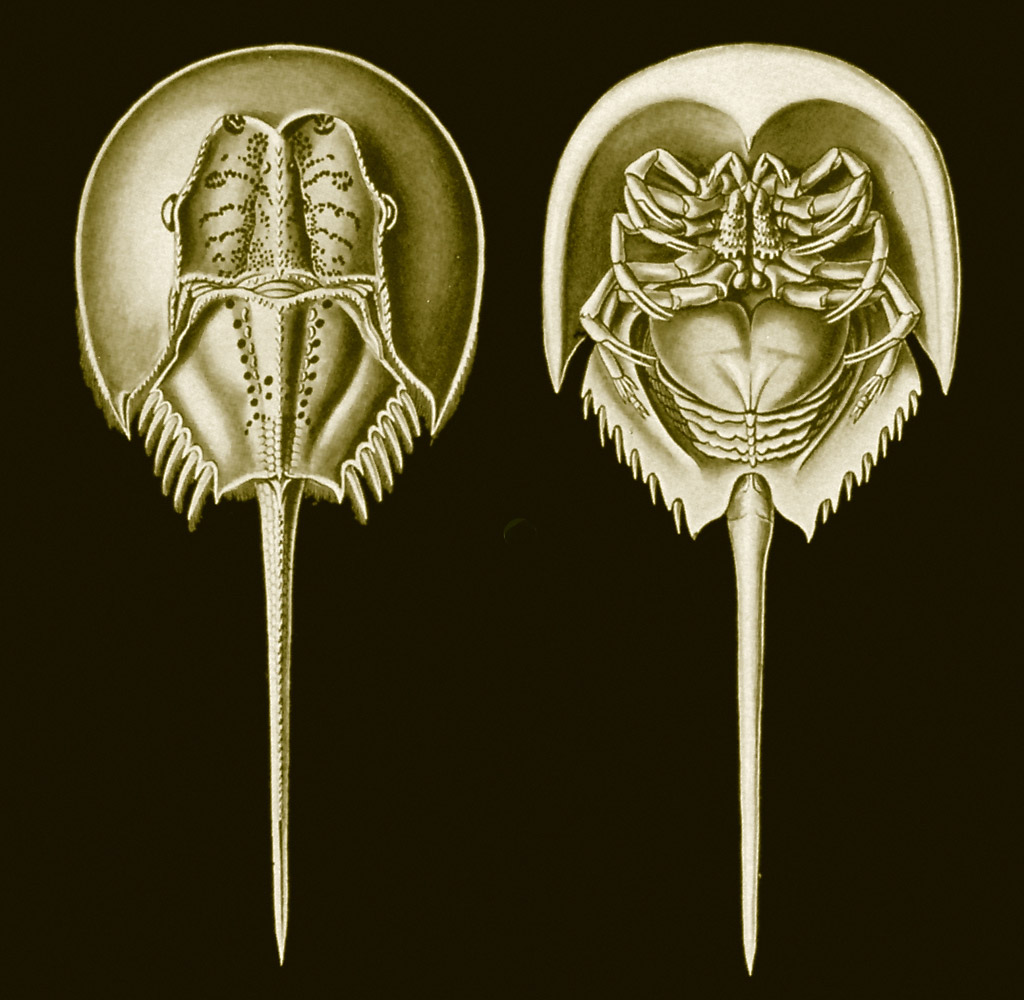
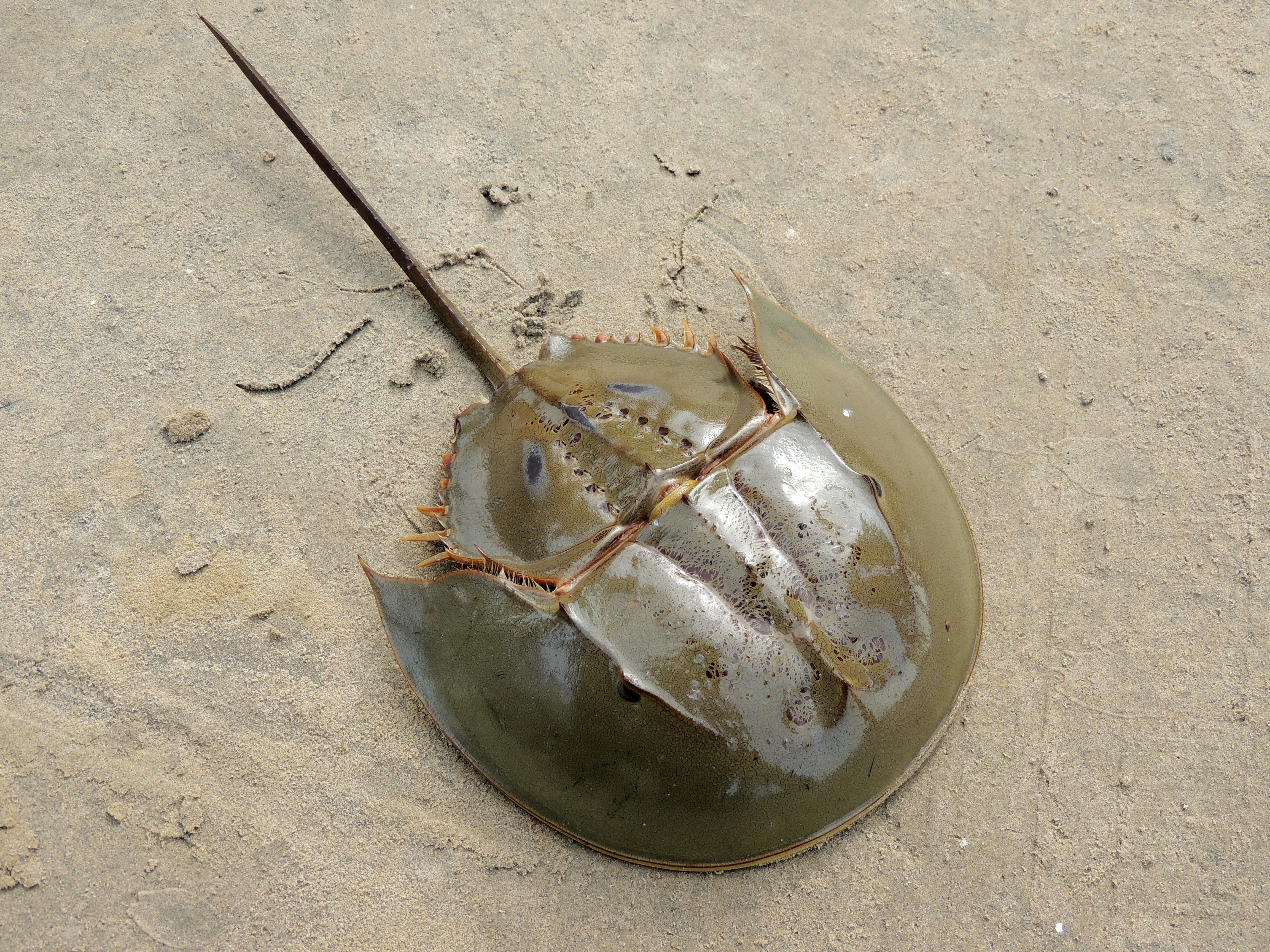